# Ястребля
Ястребля (бел. Ястреблі) — упразднённая деревня в Кочищанском сельсовете Ельского района Гомельской области Белоруссии.
В связи с радиационным загрязнением после катастрофы на Чернобыльской АЭС жители переселены в чистые места.

## География

### Расположение
В 23 км от районного центра и железнодорожной станции Ельск (на линии Калинковичи — Овруч), в 199 км от Гомеля.

## Гидрография
Кругом мелиоративные каналы, в их числе канава Шира.

## Транспортная сеть
Транспортные связи по просёлочной, затем автомобильной дороге Засинцы — Ельск. Деревянные крестьянские усадьбы вдоль дороги.

## История
Согласно письменным источникам известна с начала XX века как хутор в Мозырском уезде Минской губернии. В 1917 году в Скороднянской волости. В 1931 году жители вступили в колхоз. Во время Великой Отечественной войны в июле 1942 года оккупанты сожгли деревню и убили 52 жителя. 25 жителей погибли на фронте. В 1959 году входила в состав колхоза «Революция» (центр — деревня Качищи).
С 29 ноября 2005 года исключена из данных по учёту административно-территориальных и территориальных единиц.

## Население

### Численность
- 1990-е — жители переселены.

### Динамика
- 1917 год — 42 жителя.
- 1925 год — 17 дворов.
- 1940 год — 42 двора, 193 жителя.
- 1959 год — 85 жителей (согласно переписи).
- 1990-е — жители переселены.